# Halo: Combat Evolved
Vous lisez un « bon article » labellisé en 2012.
Pour les articles homonymes, voir Halo.
Halo: Combat Evolved est un jeu vidéo de tir à la première personne (ou FPS) développé par Bungie et publié par Microsoft Game Studios. Il s'agit du premier épisode de la série Halo. Il est sorti en même temps que la console Xbox, le 15 novembre 2001 aux États-Unis et le 14 mars 2002 en Europe. Avec plus de cinq millions d'exemplaires vendus dans le monde le 9 novembre 2005, Halo est considéré comme un succès mondial, applaudi par les critiques et recevant de nombreuses récompenses.
L'histoire se déroule au XXVIe siècle. Un vaisseau de guerre humain tombe sur une structure inconnue du nom de Halo en tentant d'échapper à une armada covenant. Le joueur incarne un super-soldat, le Spartan John-117 (Master Chief pour son grade en VO et Adjudant dans la VF) et est accompagné par Cortana, une intelligence artificielle intégrée à l'interface neurale du spartan. Son scénario, considéré comme « très prenant », a été adapté et développé dans des livres.
Microsoft a sorti des versions pour Windows et Mac OS en 2003, et le jeu a été réédité en HD : Halo: Combat Evolved Anniversary sorti en novembre 2011 ainsi qu'une préquelle, Halo: Reach, sortie le 14 septembre 2010. En outre, le jeu est ressorti en version originale en téléchargement sur le marché de la Xbox 360.

## Trame

### Contexte
Halo: Combat Evolved prend place dans l'univers de fiction créé par Bungie pour le jeu. D'après l'histoire, la surpopulation de la Terre et la découverte du voyage supraluminique ont permis à la race humaine de coloniser d'autres planètes. Une des colonies militaires, Reach, héberge le Projet Spartan, destiné à créer une armée de super-soldats génétiquement modifiés. Vingt-sept ans avant le début du jeu, une race extraterrestre technologiquement plus avancée que les humains commence à attaquer des colonies humaines. Les Covenants déclarent la guerre à l'humanité au nom de leurs dieux. Le commandement spatial des Nations unies (en anglais, United Nations Space Command) enchaîne les défaites, et les Spartans sont trop peu nombreux pour inverser le cours de la guerre.
Reach, la planète d'entraînement des spartans, est attaquée et tombe entre les mains des Covenants. Le vaisseau spatial Pillar of Autumn parvient à s'échapper avec un spartan à son bord. Le jeu débute sur l'arrivée du vaisseau près d'une structure inconnue appelée Halo, suivi par les vaisseaux ennemis qu'il avait tenté de semer. Cette structure est un anneau habitable, de plus de 10 000 kilomètres de diamètre.

### Personnages
Le joueur incarne le personnage principal, le Spartan John-117 (Steve Downes (en)), un des super-soldats du projet SPARTAN-II. Aux côtés du Spartan, l'intelligence artificielle du Pillar of Autumn, Cortana (Jen Taylor), l'accompagne par le biais d'un implant neural dans l'armure du soldat. Le capitaine du vaisseau, Jacob Keyes, joue aussi un rôle important durant le jeu. On trouve enfin 343 Guilty Spark, qui est une intelligence artificielle excentrique, responsable de la maintenance d'Halo.

### Scénario
Débutant immédiatement après les évènements de Halo: Reach, le jeu commence avec la sortie du Pillar of Autumn de l'hyperespace près d'un mystérieux anneau, appelé Halo par les ennemis du jeu, les Covenants. Une flotte covenant attaque et endommage le Pillar of Autumn. Le capitaine Keyes lance le protocole Cole, destiné à quitter le Pillar of Autumn. Avant d’évacuer le vaisseau, le capitaine Keyes ordonne au Spartan de prendre Cortana pour protéger la position de la Terre qui est le dernier refuge de l'humanité. Tandis que le capitaine tente de poser le vaisseau sur Halo, le Spartan John-117 et Cortana parviennent à s'échapper avec le reste de l'équipage sur la mystérieuse structure.
Le capitaine survit à l'atterrissage catastrophe du vaisseau mais il est capturé par les Covenants. Durant les niveaux deux et trois, le Spartan et Cortana rassemblent des survivants et viennent en secours au capitaine, emprisonné à bord du vaisseau Covenant le Truth and Reconciliation. Une fois sauvé, le capitaine annonce aux survivants du Pillar of Autumn qu'il a surpris les gardes parler de Halo, selon eux il s'agit d'une arme mais pour les Covenants elle a une grande signification religieuse. Pour empêcher les Covenants de l'utiliser, le capitaine Keyes ordonne d'attaquer l'ennemi. Le spartan et Cortana atteignent la salle de contrôle de Halo. En parallèle, les Covenants libèrent par accident une autre espèce extraterrestre bien plus dangereuse que les Covenants… Les Floods, une forme de parasite alien capable de s'étendre en infectant toute forme de vie. Le capitaine Keyes est victime de ce parasite durant une mission. Avec la libération des Floods, l'intelligence artificielle de la structure, 343 Guilty Spark, recrute le spartan afin de retrouver l'« Index » pour activer Halo et détruire la menace.
Le spartan retrouve l'Index et s'apprête à activer Halo lorsque Cortana l'en empêche. Elle lui indique que Halo n'est pas une arme qui détruit les Floods, mais qu'elle détruit leurs nourritures, en lui indiquant les humains et les Covenants. En d'autres termes, cette arme, en anéantissant toute forme de vie dans la galaxie, empêche l'expansion du parasite.
John-117 et Cortana décident de détruire Halo afin d'empêcher son activation. En combattant les parasites ; les Covenants et les Sentinels de 343 Guilty Spark, Cortana découvre que le meilleur moyen de détruire l'anneau est de faire exploser le Pillar of Autumn. Toutefois, il est nécessaire d'avoir l'autorisation du capitaine Keyes pour activer l'autodestruction du vaisseau, ce qui les force à retourner sur le vaisseau Truth and Reconciliation, dorénavant infecté par les Floods. Arrivés sur place, ils retrouvent le capitaine infecté de manière irréversible par les Floods. Ils lui prennent donc son implant neural et retournent sur le Pillar of Autumn. Ils activent le compte à rebours, mais celui-ci se voit stoppé par 343 Guilty Spark. Cortana annonce qu'elle ne peut pas relancer le compte à rebours et dit que le plus judicieux serait de faire exploser les réacteurs à fusion du vaisseau, ce qui entraîne une réaction en chaîne du vaisseau jusqu’à la destruction de Halo ; le Spartan parvient à échapper avec Cortana à l'explosion à bord d'un longsword : un chasseur spatial. Ils sont, tous les deux, les seuls survivants.

## Système de jeu

### Généralités
Étant un jeu de tir à la première personne, Halo: Combat Evolved a un système de jeu fondamentalement similaire aux autres jeux de ce type, adoptant la vue des yeux du personnage principal dans un environnement en trois dimensions. Le joueur peut se déplacer et regarder tout autour de lui. Le jeu comprend des véhicules, allant du 4x4 au tank en passant par des véhicules aliens terrestres et aériens. Le jeu passe en vue à la troisième personne lorsque le joueur utilise un véhicule en tant que conducteur ou tireur tandis qu'il conserve la vue à la première personne lorsqu'il est passager.

L'affichage tête haute de Halo: Combat Evolved.

Le personnage est équipé d'un bouclier énergétique absorbant les dommages en complément d'une barre de vie. Ce bouclier apparaît comme une barre bleue en haut à droite de l'écran. Lorsque celui-ci est épuisé, le joueur est très vulnérable et les dégâts affectent alors directement sa vie. Le bouclier se recharge si aucun dommage ne survient pendant quelques instants.
La plupart de l’arsenal d'armes de Halo est issu de la science-fiction. Le jeu a été remarqué pour le caractère unique de chacune des armes, qui permet de faire un choix adapté à chaque type de scénario. Par exemple, les armes plasma ont besoin de temps pour refroidir lorsque le joueur tire trop rapidement, mais n'ont pas besoin d'être rechargées. Au contraire, les armes à feu conventionnelles ne peuvent surchauffer mais ont un besoin régulier de munitions. Le joueur ne peut transporter que deux armes à la fois.
Halo se distingue des conventions du jeu de tir à la première personne en permettant au joueur de tirer des grenades et frapper sans ranger l'arme qu'il porte. Toutes les armes peuvent être utilisées pour matraquer les ennemis. Le Spartan John-117 peut porter sur lui jusqu'à huit grenades ; quatre à fragmentation et quatre plasma. Les deux types de grenades diffèrent ; la fragmentation rebondit et explose rapidement, tandis que la grenade plasma adhère aux cibles avant d'exploser.

### Combattants
La principale force ennemie du jeu est le Covenant, un groupe d'extraterrestres de diverses origines, rassemblés par leur croyance en une religion similaire. Leurs forces incluent les Élites, des combattants protégés par un bouclier énergétique similaire à celui du joueur, les Grunts, qui sont des petites créatures lâches généralement dirigées par un Élite. À leurs côtés se trouvent les Jackals, qui portent des boucliers énergétiques sur leurs bras, ainsi que les Hunters qui sont de puissantes créatures équipées d'une armure couvrant la majorité de leur corps.
La seconde force ennemie est le Parasite qui est une forme de vie extraterrestre parasitaire apparaissant sous trois variantes. La forme originelle du Parasite est la forme « Infection ». Elle est fragile et ne fait subir que des dégâts légers mais voyage souvent par groupes d'une douzaine d'individus. La seconde variante est le « Parasite combattant » qui résulte de la transformation d'humains ou d’Élites par la forme originelle. La dernière forme est une variation du Parasite combattant inutilisée ou âgée, elle sert d'incubateur pour des nouveaux parasites de type « Infection ». La forme incubatrice explose et libère ces parasites lorsqu'elle se trouve près d'une victime possible.
Les Sentinels sont quant à eux des drones robotiques combattant toutes les forces en présence. Ils ont été conçus par la race éteinte des Forerunners afin de combattre le Parasite.
L'intelligence artificielle gérant le jeu a reçu un accueil très favorable du public et des médias. Les ennemis se mettent à couvert, et utilisent selon la situation des grenades ou tirs de suppression. Certains ennemis battent en retraite lorsque leur supérieur est tué. Le joueur est souvent aidé par les Marines de l'UNSC (United Nations Space Command) qui offrent un support au sol.

### Multijoueur
Le jeu étant sorti avant le Xbox Live, aucun mode de jeu multijoueur en ligne n'est officiellement lié au jeu. Le jeu utilise toutefois un système de jeu en réseau local ou un système de liaison entre console, permettant des parties jusqu'à 16 joueurs. Il s'agit d'une première pour un jeu sur console à l'époque, mais ce système de jeu est considéré comme peu pratique,. Le système multijoueur d'Halo ne comporte pas d'intelligence artificielle ennemie, une LAN est nécessaire pour atteindre 16 joueurs. Cinq modes de jeu sont disponibles ainsi que la possibilité de jouer la campagne en coopération à deux joueurs. La richesse du mode multijoueur lui permet d'être considéré comme un excellent jeu multijoueur,,.
Les versions Windows et Macintosh permettent des parties sur internet jusqu'à 16 joueurs et comprennent des environnements non présentes sur la version Xbox. Le 15 mars 2004, Gearbox Software sort Halo: Custom Edition pour Windows, permettant aux joueurs de personnaliser les cartes et les modes de jeu en ligne.

### Armes
L'arsenal du jeu est composé d'armes humaines et d'armes covenant, issues de la science-fiction. Le joueur peut utiliser toutes les armes mais ne peut en porter que deux à la fois. En plus des armes, il existe deux types de grenades : les grenades à fragmentation humaines et les grenades Covenant, constitués de plasma.

## Développement

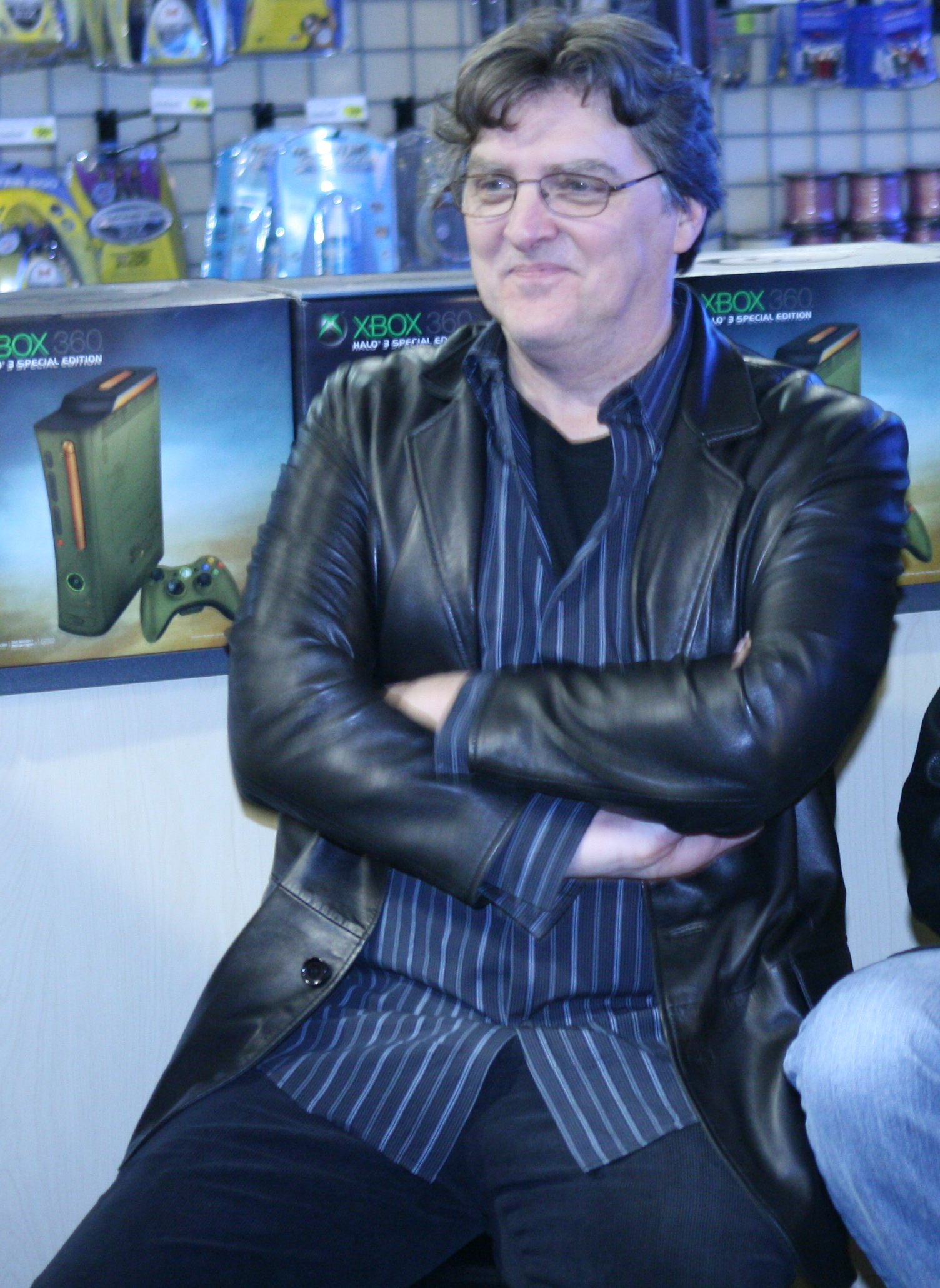
Martin O'Donnell, le compositeur de la musique originale, à New York.

Le 21 juillet 1999, durant la Macworld Conference & Expo, Steve Jobs annonce que Halo sortira simultanément sur Mac OS et Windows. Avant l'annonce au public, la presse spécialisée en jeu vidéo a eu le privilège de découvrir le jeu lors de l'E3 1999, et a été subjuguée,. Bungie annonce plus tard que le jeu devait au départ être un jeu de stratégie en temps réel, basé dans l'univers du jeu Myth.
Durant l'E3 2000, la première bande-annonce du jeu est bien accueillie. La version présentée est très différente de la version dévoilée à la presse auparavant, montrant le changement majeur dans le développement du jeu. Le jeu est à présent un jeu de tir à la troisième personne dans lequel un vaisseau spatial s'écrase sur un mystérieux anneau en orbite autour d'une étoile. Les premières versions montrent les Covenants comme des pilleurs, d'où le déclenchement d'une guerre avec les humains. Ces derniers n'étant pas capable de lutter contre le niveau technologique des extraterrestres, se lancent dans une guérilla. Cette version du jeu comprenait une faune spécifique, abandonné par la suite en raison des difficultés au niveau du design et de l'arrivée du Flood.
Comme des rumeurs le laissaient entendre, Microsoft annonce l'acquisition de Bungie Studios le 19 juin 2000. Halo devient alors un jeu exclusif pour la console Xbox de Microsoft, et Bungie réécrit entièrement le jeu, le transformant en un jeu de tir à la première personne. Un des éléments essentiels du jeu, le multijoueur en ligne, disparaît finalement, le Xbox Live n'étant pas en service à la sortie de Halo. Alors que la démonstration jouable du jeu au  Gamestock 2001 est bien accueillie, les critiques sont plus mitigées lors de la démonstration à l'E3 2001,. Le jeu sort en même temps que la Xbox en Amérique du Nord, le 15 novembre 2001 ; le sous-titre Combat Evolved est un ajout du département marketing de Microsoft, qui pense que Halo seul n'est pas assez descriptif pour être compétitif face aux autres jeux de type militaire.
Le 12 juillet 2002, une version Windows de Halo est annoncée par Gearbox Software comme étant en développement. Sa présentation à l'E3 2003 reçoit un accueil positif de la part de la plupart des critiques, dont GameSpy et GameSpot. IGN pour sa part, dénonce une version tardive et trop peu ambitieuse. Cette version sort le 30 septembre 2003 et inclut une version multijoueur en ligne,. Une version pour Mac OS X sort le 11 décembre 2003. Dès le 4 décembre 2007, le jeu est disponible en téléchargement sur le marché de la Xbox 360 pour 1200 points Microsoft.

## Musique
La bande-originale de Halo a été créée par Martin O'Donnell et a reçu de nombreux éloges venant de critiques reconnus. O'Donnell a indiqué que son but était d'apporter « un sentiment d'importance, un poids et un sens de l'ancien ».
O'Donnell a travaillé avec les designers des niveaux afin qu'ils lui indiquent ce que doit ressentir le joueur dans chacun des niveaux. La musique ne devait pas être présente en continu car « elle perdrait de son impact ».

## Accueil
À sa sortie, Halo bat des records de ventes avec un million de jeux vendus le 8 avril 2002. Ce chiffre a été atteint plus rapidement qu'aucun autre jeu de l'histoire des consoles de sixième génération. Durant les deux mois suivant sa sortie, le jeu se vend avec 50 % des consoles Xbox. Le 14 juillet 2003, le jeu atteint les trois millions d'exemplaires vendus dans le monde,, et atteint les quatre millions le 28 janvier 2004. Le 9 novembre 2005, Halo dépasse les cinq millions d'exemplaires au niveau mondial.
En matière d'avis global, le jeu a reçu un score de 97 % sur Metacritic et 95,58 % sur GameRankings, sites webs collectant les notes attribuées dans les critiques sur Internet. Le magazine Edge désigne le jeu comme « le plus important jeu de lancement pour une console ». GameSpot présente Halo comme « un des meilleurs jeux de tirs, toute plateforme confondue » et insiste sur la qualité de la campagne. IGN fait le même constat et présente Halo comme étant un jeu à ne pas manquer notamment de par la variété des armes, le rôle des véhicules,, et l'intelligence artificielle des ennemis,.
Le jeu reçoit plusieurs récompenses dont celle de « Jeu de l'année » par Electronic Gaming Monthly, Edge et IGN,. La British Academy of Film and Television Arts nomme Halo comme « Meilleur jeu sur console », et le magazine Rolling Stone lui décerne le titre de la « Meilleure bande originale ». Selon Xbox.com, le jeu reçoit un total de 48 récompenses.
Bien que Halo ait reçu un accueil largement positif, des critiques se sont portées sur le level design. GameSpy a critiqué la ressemblance trop forte entre les différentes salles de contrôle ainsi que la composition des groupes d'ennemis très similaires le long du jeu. Eurogamer conclut que le jeu est constitué de deux grandes parties. La première est « rapide, excitante, a un design magnifique et est ponctuée de surprises ». La seconde partie est « constituée d'intrigues scénaristiques et de fantastiques cinématiques mais est abaissée par un décor beaucoup trop répétitif ».
Halo sort avec le lancement du Xbox Live, et l'absence de jeu en ligne et de bot a été largement critiquée par GameSpy. En 2003, GameSpy inclut Halo dans son « Top 25 des jeux les plus surévalués de tous les temps ».
La version PC de Halo a entraîné des réactions plus mitigées et a reçu un score de 83/100 sur Metacritic. Pour autant, GameSpot indique qu'il s'agit d'un « vrai classique » et lui octroie le note de 9/10. IGN lui donne 8,2/10, mais pointe du doigt le manque d'originalité du jeu par rapport à la version Xbox. Eurogamer surnomme ce jeu « l'occasion manquée », mais indique toutefois que le mode multijoueur est un grand plus pour les vétérans d'Halo.

## Postérité

### Influences
Selon GameSpot, les nombreuses innovations apportées par Halo ont depuis été empruntées par de nombreux autres jeux. Le jeu est souvent cité comme la principale raison du succès de la Xbox,. Le concepteur de jeux Theodore Beale (alias Vox Day) estime que Halo a insufflé un nouvel élan et une tendance durable aux jeux de tir à la première personne sur console. En juillet 2006, le magazine Next Generation publie un article estimant que Halo est, au XXIe siècle, le second plus gros générateur de revenus dans les jeux vidéo aux États-Unis, juste derrière Grand Theft Auto: Vice City. La popularité du jeu est telle qu'on parle à présent d'un « clone d'Halo » pour désigner un jeu similaire,,. Le moteur de Halo a été utilisé pour le jeu .
Halo a été joué dans des ligues des sports électroniques telles que la Major League Gaming et la World Cyber Games,. En tant que machinima, le moteur du jeu a été utilisé comme base pour les web-séries telles que Red vs. Blue.
La suite du jeu, Halo 2, s'est vendu à 2,38 millions d'exemplaires (soit plus de 125 millions de US$) dès le jour de sa sortie, remportant le prix du produit médiatique le plus rapidement vendu dans l'histoire des États-Unis. Trois ans plus tard, Halo 3 récidive et s'empare du record avec plus de 170 millions de dollars de vente dès sa sortie.

### Adaptations

#### Littérature
L'histoire entourant Halo: Combat Evolved a été adapté en livres, le premier étant Halo : La Chute de Reach, une préquelle. Publié en octobre 2001, ce roman a été écrit par Eric Nylund et est devenu un best-seller avec près de 200 000 exemplaires vendus. Le roman suivant, Halo : Parasite, prend directement place dans Halo: Combat Evolved ; il ne décrit pas uniquement le point de vue du Master Chief mais aussi celui des autres personnages, notamment les marines. Écrit par William Dietz, ce roman a été listé par le Sites Weekly comme best-seller durant le mois de mai 2003. Mais c'est à nouveau Eric Nylund qui s'est chargé de l'écriture du troisième roman, Halo : Opération First Strike, qui se déroule entre les évènements de Halo: Combat Evolved et ceux de Halo 2. Il a été publié en décembre 2003.
Les romans suivants, Halo: Ghosts of Onyx (écrit par Eric Nylund et paru en octobre 2006 aux États-Unis) et Halo: Contact Harvest (écrit par Joseph Staten), prolongent l'histoire d'Halo par des récits inédits.
Halo Graphic Novel est une autre adaptation écrite d'Halo. Il s'agit d'une collection de quatre nouvelles éditées par Marvel Comics en 2006. Cette adaptation est divisée en quatre récits :
- « Le dernier voyage de l’Infinite Succor » (« The Last Voyage of the Infinite Succor ») - Lee Hammock et Simon Bisley ;
- « Test d'armure » (« Armor Testing ») - Jay Faerber, W. Andrew Robinson et Ed Lee ;
- « La quarantaine » (« Breaking Quarantine ») - Tsutomu Nihei ;
- « Les derniers jours de New Mombasa » (« Second Sunrise over New Mombasa ») - Brett Lewis et Jean « Mœbius » Giraud[94].

Bungie Studios considère toutes ces adaptations comme des canons. Par la suite, Marvel édite Halo: Uprising, une série de comic books écrits par Brian Michael Bendis et illustrés par Alex Maleev. Le premier numéro est publié en octobre 2007.

### Halo: Combat Evolved Anniversary
Une réédition haute définition de Halo: Combat Evolved a été développé par la société 343 Industries avec la collaboration de Certain Affinity et Saber Interactive pour la console Xbox 360. Il sort pour les 10 ans du premier épisode, le 15 novembre 2011.
Le jeu est basé sur le moteur graphique d'Halo: Reach mais a été amélioré. Il est ainsi possible de basculer de l'affichage haute définition aux graphismes originaux. Cette version se voit également remastérisée au niveau sonore, les musiques sont orchestrées par la Skywalker Symphony Orchestra. L'intelligence artificielle reste quant à elle identique.
La campagne originale est jouable en ligne en coopération. En ce qui concerne le multijoueur, sept cartes issues des deux premiers Halo sont disponibles.